# RUN (Zeitschrift)
RUN war eine von Juni 1984 bis Januar 1988 erschienene Computerzeitschrift.
Das nach dem BASIC-Befehl für einen Programmstart benannte, nach eigenen Angaben unabhängige Commodore Computermagazin erschien monatlich, die Erstausgabe kostete 4,50 D-Mark (heute inflationsbereinigt 5 €). Einen Monat nach der Einstellung gab die gleiche Redaktion das Computermagazin „Amiga-Welt“ heraus.
Beide Magazine wurden vom CW-Publikationen Verlag veröffentlicht, einem Tochterverlag des IDG Verlag.
Die RUN beinhaltete Informationen zu Hard- und Software (auch Spiele), Unterhaltung, Tipps und Tricks, Programmierkurse sowie Programmlistings zu verschiedenen Commodore-Computersystemen wie C16, VC20, C116, C128, Plus/4 oder dem Amiga, wobei der Commodore 64 den Schwerpunkt darstellte. Zur Erleichterung des Abtippens der Programmlistings gab es ab 1985 den „Superkorrektor“ für BASIC-Listings (für die hier erwähnten Heimcomputer), sowie den „Checker für Maschinenprogramme“.
Von 1984 bis Dezember 1992 gab es auch eine eigenständige englischsprachige RUN, die vom Verlag CWC Publication bzw. später von IDG Communicators in Nordamerika und Großbritannien herausgegeben wurde. Sie erschien zunächst monatlich und in den letzten zwei Jahren zweimonatlich.